# Cleome cleomoides
Cleome cleomoides là một loài thực vật có hoa trong họ Màng màng. Loài này được (F.Muell.) H.H.Iltis mô tả khoa học đầu tiên năm 1982.